# Raimundo Frometa
Raimundo Roberto Frometa Carrión (Santiago de Cuba; 15 de junio de 1955-La Habana; 27 de junio de 2024) fue un futbolista cubano que jugaba como defensa. Empezó como jugador de Santiago de Cuba en 1976, estando hasta 1981; luego pasó a Ciudad de La Habana, donde se quedó hasta su retiro en 1984.

## Selección nacional
Jugó con la selección de Cuba en los Juegos Panamericanos de 1979 y Olímpicos de Moscú 1980.

### Participaciones en Juegos Olímpicos
| Torneo                   | Sede  | Resultado        |
| ------------------------ | ----- | ---------------- |
| Juegos Olímpicos de 1980 | Moscú | Cuartos de final |

## Palmarés

### Títulos nacionales
| Título              | Equipo              | País | Año  |
| ------------------- | ------------------- | ---- | ---- |
| Campeonato Nacional | Ciudad de La Habana | Cuba | 1984 |